# نورهان مانوكيان

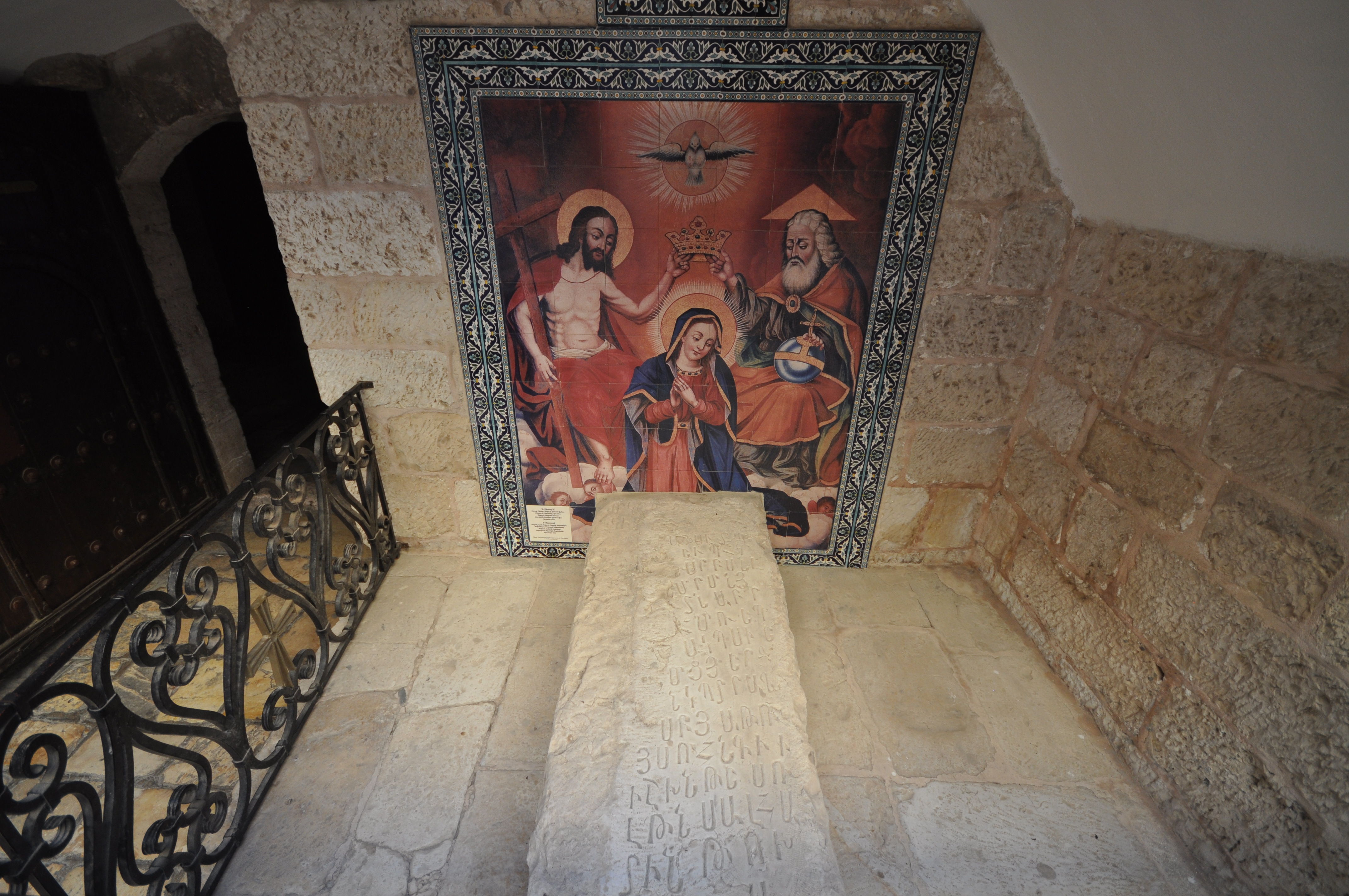
البطريركية الأرمنية الارثوذكسية في القدس

نورهان مانوكيان (بالأرمنية: Նուրհան արքեպիսկոպոս Մանուկյան) من مواليد 24 يونيو 1948 هو بطريرك الأرمن الارثوذكس في القدس للكنيسة الأرمنية الرسولية. وهو يحتل المرتبة 97 في خلافة البطاركة الأرمن في القدس، خلفًا للبطريرك تركوم مانوكيان، الذي خدم لمدة 22 عامًا (1990-2012). انتُخب مانوكيان بطريركًا للأرمن في القدس في 24 يناير 2013.

## النشأة
ولد مانوكيان في 24 يونيو 1948 في حلب، سوريا. كان اسمه معموديته بوغص. بعد أن أكمل تعليمه الابتدائي في مدرسة الهايكازيان في حلب، درس في مدرسة أنطلياس اللاهوتية في لبنان منذ عام 1961. التحق بمدرسة يارانكافوراتس اللاهوتية للبطريركية الأرمنية في القدس عام 1966. رُسم شماساً عام 1968، وفي عام 1971 رسمه البطريرك يغشيش دردريان كاهناً متبتلاً.
في عام 1972 أصبح راعي الجالية الأرمنية في جنيف بسويسرا. في عام 1974، عاد مانوكيان إلى الشرق الأوسط وشغل منصب راعي للارمن الارثوذكس في يافا وحيفا في إسرائيل. كما قام بالتدريس في مدرسة تاركمانشاتس في حي الأرمن في القدس.
في عام 1979، خدم مانوكيان الجالية الأرمنية في ألميلو في بهولندا. في عام 1982 درس في المدرسة اللاهوتية العامة، بدعوة من رئيس الكنيسة الأرمنية الأمريكية، رئيس الأساقفة توركوم مانوكيان. تخرج مانوكيان عام 1985. عمل مانوكيان راعيًا للأرمن الأرثوذكس في فيلادلفيا، بنسلفانيا. سبرينغفيلد وماساتشوستس وهيوستن وتكساس.

## بطريركية القدس
في عام 1998، انتُخب مانوكيان مسئولُا عن البطريركية الأرمنية في القدس ثم رُسم كاهنًا. بعد ذلك بعامين في 2000، رُسم رئيس أساقفة من قبل كاثوليكوس كاريكين الثاني، كاثوليكوس جميع الأرمن. في عام 2008، أصبح نائبا بطريركيا، مشرفًا على البطريركية. في 24 كانون الثاني 2013، انتخب مانوكيان البطريرك الأرمني رقم 97 لمدينة القدس. في 4 يونيو 2013، تم تنصيبه رسميًا.
منذ تنصيبه، تولى مانوكيان بالفعل العديد من مشاريع التجديد، مثل تجديد كاتدرائية سانت جيمس؛ فضلا عن المشاركة في التجديدات الواسعة لكنيسة المهد في بيت لحم وكنيسة القيامة في القدس.[بحاجة لمصدر]
في 6 فبراير 2014، حصل مانوكيان على درجة الدكتوراه الفخرية في اللاهوت من المدرسة اللاهوتية العامة في مانهاتن، نيويورك.